# Professional U18 Development League 2013–14
Professional U18 Development League 2013–14 (League 1 với tên gọi Barclays Under 18 Premier League vì lý do tài trợ) là mùa giải thứ hai Giải Professional Development League.
Có 96 đội bóng tham dự Professional U18 Development League 2013–14.

## League 1

### Vòng bảng
Mỗi đội thi đấu hai trận với đội khác trong mỗi hạng đấu. Sau khi hoàn thành 31 trận đấu, hai đội đứng đầu vào chơi vòng loại trực tiếp để xác định nhà vô địch.

#### North Division
| Vị trí | Câu lạc bộ                                   | Trận | Thắng | Hòa | Thua | Bàn thắng | Bàn thua | Hiệu số | Số điểm | Thông tin                          |
| ------ | -------------------------------------------- | ---- | ----- | --- | ---- | --------- | -------- | ------- | ------- | ---------------------------------- |
| 1      | Bản mẫu:Fb team Manchester City U18s         | 31   | 22    | 4   | 5    | 87        | 40       | +47     | 70      | Đủ điều kiện tham dựKnockout stage |
| 2      | Bản mẫu:Fb team Everton U18s                 | 31   | 20    | 2   | 9    | 62        | 41       | +21     | 62      | Đủ điều kiện tham dựKnockout stage |
| 3      | Bản mẫu:Fb team Liverpool U18s               | 31   | 15    | 5   | 11   | 69        | 59       | +10     | 50      |                                    |
| 4      | {{fb team U18 Manchester United \|oc=}}      | 31   | 15    | 3   | 13   | 60        | 51       | +9      | 48      |                                    |
| 5      | Bản mẫu:Fb team Newcastle United U18s        | 31   | 15    | 2   | 14   | 49        | 57       | −8      | 47      |                                    |
| 6      | Bản mẫu:Fb team Sunderland U18s              | 31   | 13    | 6   | 12   | 54        | 43       | +11     | 45      |                                    |
| 7      | Bản mẫu:Fb team Wolverhampton Wanderers U18s | 31   | 10    | 7   | 14   | 47        | 65       | −18     | 37      |                                    |
| 8      | Bản mẫu:Fb team Middlesbrough U18s           | 31   | 11    | 3   | 17   | 50        | 62       | −12     | 36      |                                    |
| 9      | Bản mẫu:Fb team Bolton Wanderers U18s        | 31   | 10    | 3   | 18   | 49        | 74       | −25     | 33      |                                    |
| 10     | Bản mẫu:Fb team Blackburn Rovers U18s        | 31   | 8     | 5   | 18   | 61        | 84       | −23     | 29      |                                    |
| 11     | Bản mẫu:Fb team Stoke City U18s              | 31   | 6     | 6   | 19   | 34        | 61       | −27     | 24      |                                    |

#### South Division
| Vị trí | Câu lạc bộ                                | Trận | Thắng | Hòa | Thua | Bàn thắng | Bàn thua | Hiệu số | Số điểm | Thông tin                          |
| ------ | ----------------------------------------- | ---- | ----- | --- | ---- | --------- | -------- | ------- | ------- | ---------------------------------- |
| 1      | Bản mẫu:Fb team Tottenham Hotspur U18s    | 31   | 19    | 6   | 6    | 82        | 48       | +34     | 63      | Đủ điều kiện tham dựKnockout stage |
| 2      | Bản mẫu:Fb team West Ham United U18s      | 31   | 17    | 6   | 8    | 56        | 36       | +20     | 57      | Đủ điều kiện tham dựKnockout stage |
| 3      | Bản mẫu:Fb team Reading U18s              | 31   | 16    | 4   | 11   | 59        | 57       | +2      | 52      |                                    |
| 4      | Bản mẫu:Fb team Fulham U18s               | 31   | 15    | 6   | 10   | 67        | 63       | +4      | 51      |                                    |
| 5      | Bản mẫu:Fb team Chelsea U18s              | 31   | 14    | 7   | 10   | 63        | 47       | +16     | 49      |                                    |
| 6      | Bản mẫu:Fb team Southampton U18s          | 31   | 12    | 10  | 9    | 57        | 50       | +7      | 46      |                                    |
| 7      | Bản mẫu:Fb team Aston Villa U18s          | 31   | 13    | 7   | 11   | 62        | 61       | +1      | 46      |                                    |
| 8      | Bản mẫu:Fb team Norwich City U18s         | 31   | 12    | 5   | 14   | 41        | 51       | −10     | 41      |                                    |
| 9      | Bản mẫu:Fb team Arsenal U18s              | 31   | 8     | 10  | 13   | 42        | 48       | −6      | 34      |                                    |
| 10     | Bản mẫu:Fb team West Bromwich Albion U18s | 31   | 6     | 6   | 19   | 40        | 64       | −24     | 24      |                                    |
| 11     | Bản mẫu:Fb team Leicester City U18s       | 31   | 6     | 3   | 22   | 37        | 66       | −29     | 21      |                                    |

### Vòng loại trực tiếp

#### Vòng bán kết
| Manchester City U18s              | 2 – 1  | West Ham U18s |
| --------------------------------- | ------ | ------------- |
| Smith-Brown 80' · Bryan 85' (pen) | Report | Brown 8'      |

| Tottenham Hotspur U18s | 0 – 1  | Everton U18s |
| ---------------------- | ------ | ------------ |
|                        | Report | Donohue 76'  |

#### Trận chung kết
| Manchester City U18s | 0 – 1  | Everton U18s |
| -------------------- | ------ | ------------ |
|                      | Report | Charsley 55' |

## League 2

### Vòng bảng
Mỗi đội bóng chơi hai trận lượt đi và lượt về trong mỗi hạng đấu của họ, hai đội đứng đầu mỗi hạng giành quyền vào thi đấu vòng loại trực tiếp để xác định nhà vô địch.

#### North Division
| Vị trí | Câu lạc bộ               | Trận | Thắng | Hòa | Thua | Bàn thắng | Bàn thua | Hiệu số | Số điểm | Thông tin                          |
| ------ | ------------------------ | ---- | ----- | --- | ---- | --------- | -------- | ------- | ------- | ---------------------------------- |
| 1      | Huddersfield Town U18s   | 26   | 18    | 3   | 5    | 67        | 36       | +31     | 57      | Đủ điều kiện tham dựKnockout stage |
| 2      | Crewe Alexandra U18s     | 26   | 13    | 5   | 8    | 64        | 51       | +13     | 44      | Đủ điều kiện tham dựKnockout stage |
| 3      | Birmingham City U18s     | 26   | 12    | 4   | 9    | 55        | 47       | +8      | 41      |                                    |
| 4      | Barnsley U18s            | 26   | 13    | 2   | 11   | 46        | 42       | +4      | 41      |                                    |
| 5      | Leeds United U18s        | 26   | 10    | 6   | 10   | 48        | 44       | +4      | 36      |                                    |
| 6      | Coventry City U18s       | 26   | 10    | 5   | 11   | 50        | 54       | -4      | 35      |                                    |
| 7      | Sheffield United U18s    | 26   | 9     | 6   | 11   | 44        | 49       | -5      | 33      |                                    |
| 8      | Nottingham Forest U18s   | 26   | 9     | 6   | 11   | 41        | 53       | -12     | 33      |                                    |
| 9      | Derby County U18s        | 26   | 7     | 9   | 10   | 44        | 52       | -8      | 30      |                                    |
| 10     | Sheffield Wednesday U18s | 26   | 7     | 6   | 13   | 44        | 48       | -4      | 27      |                                    |

#### South Division
| Vị trí | Câu lạc bộ                  | Trận | Thắng | Hòa | Thua | Bàn thắng | Bàn thua | Hiệu số | Số điểm | Thông tin                          |
| ------ | --------------------------- | ---- | ----- | --- | ---- | --------- | -------- | ------- | ------- | ---------------------------------- |
| 1      | Charlton Athletic U18s      | 26   | 13    | 9   | 4    | 49        | 31       | 18      | 48      | Đủ điều kiện tham dựKnockout stage |
| 2      | Queens Park Rangers U18s    | 26   | 14    | 5   | 7    | 51        | 31       | 20      | 47      | Đủ điều kiện tham dựKnockout stage |
| 3      | Cardiff City U18s           | 26   | 11    | 7   | 8    | 50        | 42       | 8       | 40      |                                    |
| 4      | Brighton & Hove Albion U18s | 26   | 12    | 3   | 11   | 42        | 44       | -2      | 39      |                                    |
| 5      | Crystal Palace U18s         | 26   | 10    | 4   | 12   | 51        | 55       | -4      | 34      |                                    |
| 6      | Bristol City U18s           | 26   | 9     | 7   | 10   | 27        | 45       | -18     | 34      |                                    |
| 7      | Ipswich Town U18s           | 26   | 8     | 5   | 13   | 39        | 42       | -3      | 29      |                                    |
| 8      | Millwall U18s               | 26   | 8     | 5   | 13   | 42        | 48       | -6      | 29      |                                    |
| 9      | Brentford U18s              | 26   | 7     | 6   | 13   | 37        | 55       | -18     | 27      |                                    |
| 10     | Swansea City U18s           | 26   | 5     | 6   | 15   | 35        | 57       | -22     | 21      |                                    |

### Vòng loại trực tiếp

#### Vòng bán kết
| Huddersfield Town U18s | 2 – 1 | Queens Park Rangers U18s |
| ---------------------- | ----- | ------------------------ |
| Holmes · Charles       |       | Comley 62'               |

| Charlton Athletic U18s                                    | 2 – 2 (s.h.p.) | Crewe Alexandra U18s                           |
| --------------------------------------------------------- | -------------- | ---------------------------------------------- |
| Ahearne-Grant 51' (ph.đ.) 108'                            | Report         | Jones 42' (ph.đ.) · O'Neill 118'               |
| Loạt sút luân lưu                                         |                |                                                |
| Thomas · Ahearne-Grant · Kennedy · Browne · Cook · Bokciu | 4 – 5          | Jones · O'Neill · Ng · Speed · Kearns · Howell |

#### Trận chung kết
| Huddersfield Town U18s | 3 – 3 (s.h.p.) | Crewe Alexandra U18s |
| ---------------------- | -------------- | -------------------- |
|                        |                |                      |
| Loạt sút luân lưu      |                |                      |
|                        | 6 – 5          |                      |

## League 3

### Vòng bảng

#### North-West Division
| Vị trí | Câu lạc bộ              | Trận | Thắng | Hòa | Thua | Bàn thắng | Bàn thua | Hiệu số | Số điểm |
| ------ | ----------------------- | ---- | ----- | --- | ---- | --------- | -------- | ------- | ------- |
| 1      | Blackpool U18s          | 24   | 18    | 4   | 2    | 59        | 20       | 39      | 58      |
| 2      | Oldham Athletic U18s    | 23   | 16    | 3   | 4    | 58        | 27       | 31      | 51      |
| 3      | Rochdale U18s           | 23   | 16    | 0   | 7    | 65        | 37       | 28      | 48      |
| 4      | Walsall U18s            | 23   | 14    | 5   | 4    | 44        | 17       | 27      | 47      |
| 5      | Tranmere Rovers U18s    | 23   | 12    | 3   | 8    | 34        | 27       | 7       | 39      |
| 6      | Bury U18s               | 24   | 10    | 6   | 8    | 44        | 46       | -2      | 36      |
| 7      | Port Vale U18s          | 23   | 10    | 4   | 9    | 43        | 44       | -1      | 34      |
| 8      | Burnley U18s            | 24   | 10    | 5   | 9    | 46        | 31       | 15      | 35      |
| 9      | Carlisle United U18s    | 23   | 10    | 3   | 10   | 41        | 42       | -1      | 33      |
| 10     | Preston North End U18s  | 24   | 8     | 4   | 12   | 39        | 47       | -8      | 28      |
| 11     | Fleetwood Town U18s     | 23   | 8     | 2   | 13   | 22        | 40       | -18     | 26      |
| 12     | Wigan Athletic U18s     | 24   | 6     | 8   | 10   | 39        | 50       | -11     | 26      |
| 13     | Macclesfield Town U18s  | 22   | 7     | 2   | 13   | 26        | 40       | -14     | 23      |
| 14     | Accrington Stanley U18s | 22   | 5     | 7   | 10   | 27        | 35       | -8      | 22      |
| 15     | Shrewsbury Town U18s    | 23   | 6     | 2   | 15   | 29        | 48       | -19     | 20      |
| 16     | Morecambe U18s          | 23   | 5     | 2   | 16   | 29        | 68       | -39     | 17      |
| 17     | Wrexham U18s            | 23   | 4     | 4   | 15   | 27        | 53       | -26     | 16      |

#### North-East Division
| Vị trí | Câu lạc bộ             | Trận | Thắng | Hòa | Thua | Bàn thắng | Bàn thua | Hiệu số | Số điểm |
| ------ | ---------------------- | ---- | ----- | --- | ---- | --------- | -------- | ------- | ------- |
| 1      | Bradford City U18s     | 22   | 15    | 5   | 2    | 68        | 31       | 37      | 50      |
| 2      | Doncaster Rovers U18s  | 22   | 14    | 4   | 4    | 59        | 29       | 30      | 46      |
| 3      | Scunthorpe United U18s | 22   | 12    | 3   | 7    | 53        | 40       | 13      | 39      |
| 4      | Notts County U18s      | 22   | 11    | 3   | 8    | 43        | 33       | 10      | 36      |
| 5      | York City U18s         | 22   | 10    | 4   | 8    | 33        | 37       | -4      | 34      |
| 6      | Hull City U18s         | 22   | 10    | 3   | 9    | 42        | 29       | 13      | 33      |
| 7      | Hartlepool United U18s | 22   | 9     | 3   | 10   | 49        | 60       | -11     | 30      |
| 8      | Burton Albion U18s     | 22   | 8     | 5   | 9    | 35        | 46       | -11     | 29      |
| 9      | Rotherham United U18s  | 22   | 5     | 6   | 11   | 32        | 49       | -17     | 21      |
| 10     | Grimsby Town U18s      | 22   | 4     | 6   | 12   | 15        | 43       | -28     | 18      |
| 11     | Chesterfield U18s      | 22   | 4     | 5   | 13   | 28        | 44       | -16     | 17      |
| 12     | Lincoln City U18s      | 22   | 4     | 5   | 13   | 26        | 42       | -16     | 17      |

#### South-West Division
| Vị trí | Câu lạc bộ           | Trận | Thắng | Hòa | Thua | Bàn thắng | Bàn thua | Hiệu số | Số điểm |
| ------ | -------------------- | ---- | ----- | --- | ---- | --------- | -------- | ------- | ------- |
| 1      | Exeter City U18s     | 16   | 10    | 2   | 4    | 40        | 20       | 20      | 32      |
| 2      | Bristol Rovers U18s  | 16   | 9     | 5   | 2    | 29        | 15       | 14      | 32      |
| 3      | Plymouth Argyle U18s | 16   | 10    | 1   | 5    | 29        | 16       | 13      | 31      |
| 4      | Oxford United U18s   | 16   | 9     | 3   | 4    | 33        | 20       | 13      | 30      |
| 5      | Cheltenham Town U18s | 16   | 8     | 2   | 6    | 35        | 26       | 9       | 26      |
| 6      | AFC Bournemouth U18s | 16   | 6     | 4   | 6    | 24        | 24       | 0       | 22      |
| 7      | Swindon Town U18s    | 16   | 5     | 1   | 10   | 28        | 40       | -12     | 16      |
| 8      | Torquay United U18s  | 16   | 2     | 2   | 12   | 17        | 43       | -26     | 8       |
| 9      | Newport County U18s  | 16   | 2     | 2   | 12   | 15        | 46       | -31     | 8       |
| 10     | Hereford United U18s | 0    | 0     | 0   | 0    | 0         | 0        | 0       | 0       |

1. ↑  Hereford United record expunged

#### South-East Division
| Vị trí | Câu lạc bộ                | Trận | Thắng | Hòa | Thua | Bàn thắng | Bàn thua | Hiệu số | Số điểm |
| ------ | ------------------------- | ---- | ----- | --- | ---- | --------- | -------- | ------- | ------- |
| 1      | Colchester United U18s    | 21   | 14    | 3   | 4    | 58        | 31       | 27      | 45      |
| 2      | Peterborough United U18s  | 21   | 13    | 5   | 3    | 53        | 25       | 28      | 44      |
| 3      | Gillingham U18s           | 20   | 11    | 5   | 4    | 47        | 28       | 19      | 38      |
| 4      | Watford U18s              | 21   | 11    | 3   | 7    | 38        | 27       | 11      | 36      |
| 5      | Luton Town U18s           | 21   | 11    | 3   | 7    | 33        | 24       | 9       | 36      |
| 6      | Portsmouth U18s           | 20   | 10    | 3   | 7    | 37        | 32       | 5       | 33      |
| 7      | Southend United U18s      | 20   | 9     | 4   | 7    | 37        | 36       | 1       | 31      |
| 8      | Leyton Orient U18s        | 20   | 9     | 1   | 10   | 39        | 36       | 3       | 28      |
| 9      | AFC Wimbledon U18s        | 20   | 8     | 3   | 9    | 30        | 31       | -1      | 27      |
| 10     | Northampton Town U18s     | 21   | 8     | 4   | 9    | 29        | 35       | -6      | 28      |
| 11     | Stevenage U18s            | 21   | 8     | 3   | 10   | 43        | 54       | -11     | 27      |
| 12     | Barnet U18s               | 21   | 7     | 1   | 13   | 30        | 39       | -9      | 22      |
| 13     | Milton Keynes Dons U18s   | 21   | 6     | 3   | 12   | 45        | 62       | -17     | 21      |
| 14     | Crawley Town U18s         | 20   | 4     | 4   | 12   | 28        | 47       | -19     | 16      |
| 15     | Dagenham & Redbridge U18s | 20   | 2     | 1   | 17   | 22        | 62       | -49     | 7       |